# Borbor
Borbor är en klan i Liberia.   Den ligger i regionen River Cess County, i den centrala delen av landet, 160 km öster om huvudstaden Monrovia.